# Колесников (Краснодарский край)
Колесников — хутор в Славянском районе Краснодарского края.
Входит в состав Маевского сельского поселения.

## Население
| 2002 | 2010 |
| ---- | ---- |
| 83   | ↗88  |